# Frăsinet (gmina w okręgu Călărași)
Frăsinet – gmina w Rumunii, w okręgu Călărași. Obejmuje miejscowości Curătești, Dănești, Frăsinet, Frăsinetu de Jos, Luptători i Tăriceni. W 2011 roku liczyła 1845 mieszkańców. 